# 41 Жертвенника
41 Жертвенника, (англ. 41 Arae) — двойная звезда в созвездии Жертвенника. Находится на расстоянии около 28,7 световых лет от Солнца.

## Характеристики
Обе компоненты представляют собой карлики главной последовательности, которые движутся вокруг общего центра масс по сильно вытянутой эллиптической орбите (e=0,901). Полный оборот звёзды совершают за 2200 лет; расстояние между ними составляет 210 а. е. Плоскость орбиты к земному наблюдателю равна 44,88°.

### 41 Жертвенника A
Главная компонента в системе принадлежит к классу жёлтых карликов, к которому принадлежит и Солнце, однако она уступает в размерах нашему дневному светилу: её диаметр составляет всего лишь 58 % солнечного. Светимость звезды не превышает 42 % солнечной светимости. Если сравнить химический состав 41 Жертвенника A и Солнца, то у первой звезды он будет намного меньше обогащён тяжёлыми элементами — 45 % от солнечного.

### 41 Жертвенника B
Исследований по компоненте В чрезвычайно мало. Известно лишь, что это красный карлик, тусклая и сравнительно холодная звезда с необычным спектром, в котором присутствуют линии Ca I, Ca II и Cr.

## Ближайшее окружение звезды
Следующие звёздные системы находятся на расстоянии в пределах 10 световых лет от 41 Жертвенника:
| Звезда          | Спектральный класс | Расстояние, св. лет |
| CD-48 11837     | K5-M0 V            | 3,7                 |
| L 339-19        | M3 V               | 4,7                 |
| CD-37 10765 A/B | M3-4 V / M5 V      | 7,2                 |
| CD-34 11626 A/B | K3-4 V / M2,5 V    | 7,9                 |
| HIP 82724       | M Vp               | 8,3                 |